# Liste des grands-rabbins du Maroc
Cet article présente une liste des grands-rabbins du Maroc.

## Liste des grands-rabbins
| X-1918           | Mardochee Bengio      | Était en poste au moment de la Conférence d'Algésiras                                        |  |
| 1918-1935        | Raphael Encaoua       | Aussi connu sous les noms « Malach Raphaël » ou « l'Ange Raphaël »                           |  |
| 1935-1940        | Mikail Encaoua        | -                                                                                            |  |
| 1940-1965        | Yossef Messas         | Oncle de Chalom Messas Maroc                                                                 |  |
| 1965-1979        | Chalom Messas         | Dayan de Casablanca en 1949 puis Président du Tribunal rabbinique puis Grand Rabbin du Maroc |  |
| 1978-1994        | Yédidya MONSONEGO     | président du tribunal rabbinique de Casablanca, puis en sept 1978 Grand Rabbin du Maroc      |  |
| 1994-1998        | Shimon Suissa         |                                                                                              |  |
| 1998-2018        | Aharon Monsonego      |                                                                                              |  |
| 2019-aujourd’hui | Yoshiyahu Yosef Pinto |                                                                                              |  |